# Anne Veenendaal
Anne Margreet Willemijn Veenendaal (* 7. September 1995 in Haarlem) ist eine niederländische Hockeyspielerin. Sie war Olympiasiegerin 2024, Weltmeisterin 2018 und 2022 sowie Europameisterin 2017, 2019, 2021 und 2023.

## Leben
Anne Veenendaal wechselte im Alter von 16 Jahren vom Larensche Mixed Hockey Club zum Amsterdamsche Hockey & Bandy Club, mit dem sie 2019 die niederländische Meisterschaft gewann.
Sie war bereits in den verschiedenen Jugendklassen Torhüterin der niederländischen Auswahlmannschaften. 2013 gewann sie den Titel bei der Juniorenweltmeisterschaft, wobei die Niederländerinnen das Finale gegen die Argentinierinnen im Shootout gewannen. 2014 siegten die Niederländerinnen bei der Junioreneuropameisterschaft.
2015 debütierte Veenendaal in der Nationalmannschaft. Sie bestritt 127 Länderspiele.(Stand 9. August 2024)
Bei der Europameisterschaft 2015 war sie als Ersatztorfrau für Joyce Sombroek dabei und stand in einem Vorrundenspiel auf dem Platz. Die Niederländerinnen gewannen die Silbermedaille. 2016 erhielt Veenendaal mit der niederländischen Mannschaft die Silbermedaille bei der Juniorenweltmeisterschaft.
Ab 2017 war Anne Veenendaal Stammtorhüterin der Nationalmannschaft. Bei der Europameisterschaft 2017 in Amstelveen gewannen die Niederländerinnen ihre Vorrundengruppe mit drei Siegen. Nach dem Halbfinalsieg über die Engländerinnen gewannen sie den Titel mit einem 3:0-Finalsieg über die belgische Mannschaft. Im Jahr darauf fand die Weltmeisterschaft in London statt. Die Niederländerinnen gewannen ihre Vorrundengruppe und bezwangen im Viertelfinale die Engländerinnen. Nach einem Halbfinalsieg im Shootout gegen Australien trafen die Niederländerinnen im Finale auf die irische Mannschaft. Die Niederländerinnen gewannen das Finale mit 6:0. 2019 verteidigten die Niederländerinnen ihren Europameistertitel bei der Europameisterschaft in Antwerpen mit einem 2:0-Finalsieg gegen die deutsche Mannschaft. Ebenfalls mit einem 2:0-Finalsieg über die deutschen Damen endete die Europameisterschaft 2021 in Amstelveen.
Nachdem bei den Olympischen Spielen in Tokio Josine Koning im Tor gestanden hatte, wechselten sich die beiden bei der Weltmeisterschaft 2022 im Tor ab. Veenendaal hütete im Halbfinale beim 1:0-Sieg über die Australierinnen das Tor. Im Finale spielte Koning beim 3:1 gegen Argentinien. 2023 gewannen die Niederländerinnen bei der Europameisterschaft in Mönchengladbach bei drei von fünf Spielen im Tor, beim Finalsieg war Josine Koning im Einsatz. Im August 2024 bei den Olympischen Spielen in Paris besiegten die Niederländerinnen im Viertelfinale die Britinnen mit 3:1. Nach einem 3:0-Sieg im Halbfinale gegen die Argentinierinnen gewannen die Niederländerinnen im Endspiel gegen die Chinesinnen im Shootout, nachdem es am Ende der regulären Spielzeit 1:1 gestanden hatte. Anne Veenendaal entschärfte im Shootout des Finales bei drei Versuchen den Ball der Chinesinnen.